# Тораколапаротомия
Тораколапаротоми́я (от др.-греч. θώραξ — грудь, λαπάρα — пах, чрево и τομή — разрез, рассечение) — хирургическая операция, заключающаяся во вскрытии грудной клетки и брюшной полости одним разрезом при необходимости оперативного вмешательства на труднодоступных отделах органов грудной клетки и верхнего этажа брюшной полости. Входит в число комбинированных доступов в торакальной хирургии.

## Описание
Положение больного на столе: На правом боку с наклоном туловища назад на 45 градусов, левое плечо отводится вправо.
Техника выполнения: Разрез кожи производится в VII межреберье и продолжается на животе до белой линии. Возможно выполнение лапаротомии трансректально вниз от рёберной дуги или же срединной лапаротомии. Рассечение рёберной дуги выполняется в VII межреберье. Диафрагма рассекается на протяжении 10 см параллельно грудной стенке и на 2 см от неё. После окончания основного этапа операции разрез диафрагмы ушивается узловыми швами, рёберная дуга сшивается проволочным швом.
Применение: Операции на органах, расположенных в верхней части брюшной полости и под куполом диафрагмы: резекции пищевода, кардиального отдела желудка, операции на поддиафрагмальной части брюшной аорты, спленэктомия по поводу выраженной спленомегалии.
Преимущества: Хороший доступ к труднодоступным отделам органов грудной полости и верхнего этажа брюшной полости.
Недостатки: Высокая травматичность, косметический дефект, возможность повреждения диафрагмального нерва.

## Осложнения
- болевой синдром;
- нагноение послеоперационной раны;
- послеоперационный гнойный хондрит;
- кровотечение;
- релаксация купола диафрагмы на стороне операции в результате повреждения диафрагмального нерва.